# Sarah Blesener
Sarah Blesener est une photographe documentaire américaine née en 1991 à Minneapolis dans le Minnesota.
Son travail au long-cours sur les camps patriotiques aux États-Unis et en Russie est récompensé par le prix World Press Photo 2019.
Elle est basée à New York.

## Biographie

### Jeunesse et études
Sarah Blesener est née à Minneapolis, dans le Minnesota. Elle étudie la linguistique et le développement des jeunes à la North Central University où elle passe un baccalauréat universitaire en arts en 2012. Elle poursuit ses études à l'académie russe Bookvar à Minneapolis où elle apprend le russe.

### Carrière journalistique

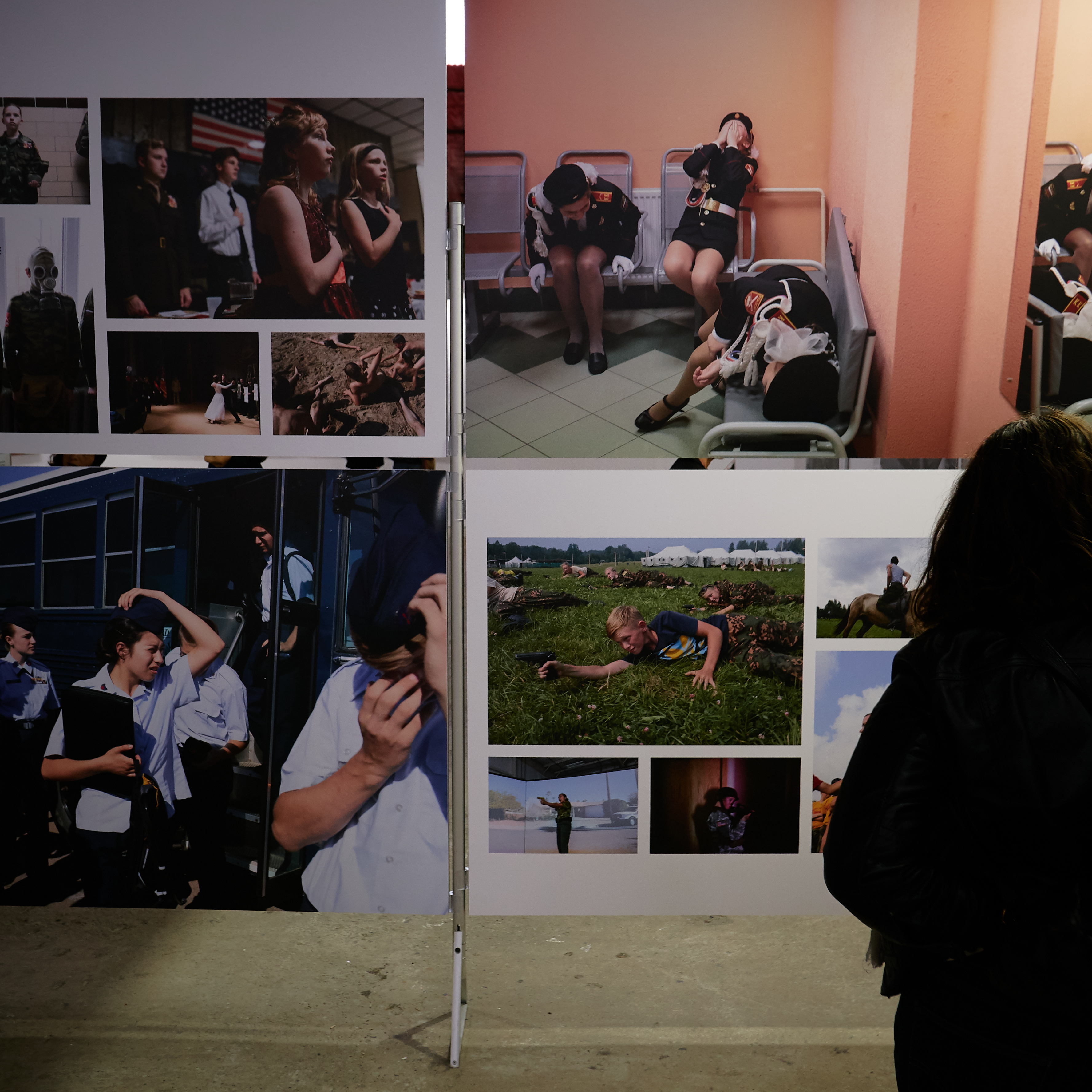
Panneau de photos de Sarah Blesener à l'exposition World Press Photo 2019.

Sarah Blesener commence à travailler comme photographe pendant ses études pour l'organisation Healing Haïti basée à Port-au-Prince, en Haïti, couvrant les événements entourant le séisme qui a ravagé l’île en 2010. En 2015, elle participe au programme de journalisme visuel et de pratique documentaire du Centre international de la photographie de New York. Elle y développe un projet sur un groupe d'adolescents vivant dans le quartier de Mott Haven, dans le sud du Bronx et à qui elle donne des appareils photo jetables. Elle obtient une bourse de la fondation Alexia qui lui permet de suivre l’un d’eux pendant plusieurs années.
Les photos de Sarah Blesener ont été publiées dans de nombreuses revues et journaux internationaux, dont National Geographic, The New York Times, le Time, The Wall Street Journal, The Washington Post, The Guardian ou L’Œil de la Photographie.

## Expositions majeures
- 2018 - Beckon Us From Home à l’Anastasia Photo Gallery de New-York
- 2019 - Beckon Us From Home au centre Mana Contemporary de Jersey City au New Jersey

## Bourses et récompenses
- 2016 Alexia Student Grant Award of Excellence
- 2016 Visura Photojournalism Grant Honorable Mention
- 2017 Alexia Professional Grant Recipient
- 2017 CatchLight Fellowship Recipient with Reveal
- 2017 Magenta Flash Forward Emerging Photographer
- 2017 PH Museum Women Photographers Grant - New Generation Honorable Mention
- 2017 Portrait Award, Student Spotlight, LensCulture
- 2017 POYi Issue Reporting Picture Story, Award of Excellence
- 2017 Social Documentary Network, First Place Grant Prize
- 2017 TIME's Top 100 Photos of the Year
- 2018 30 under 30 Women Photographers of 2018 selected by Photo Boite, Artpil
- 2018 Eugene Smith Fellowship recipient[4]
- 2018 Magenta Flash Forward Emerging Photographer
- 2018 PDN Photo Annual Winner - Documentary Category
- 2018 Selected Winner for American Photography 34
- 2019 World Press Photo Award - catégorie projets au long cours[5]